# モーン山地

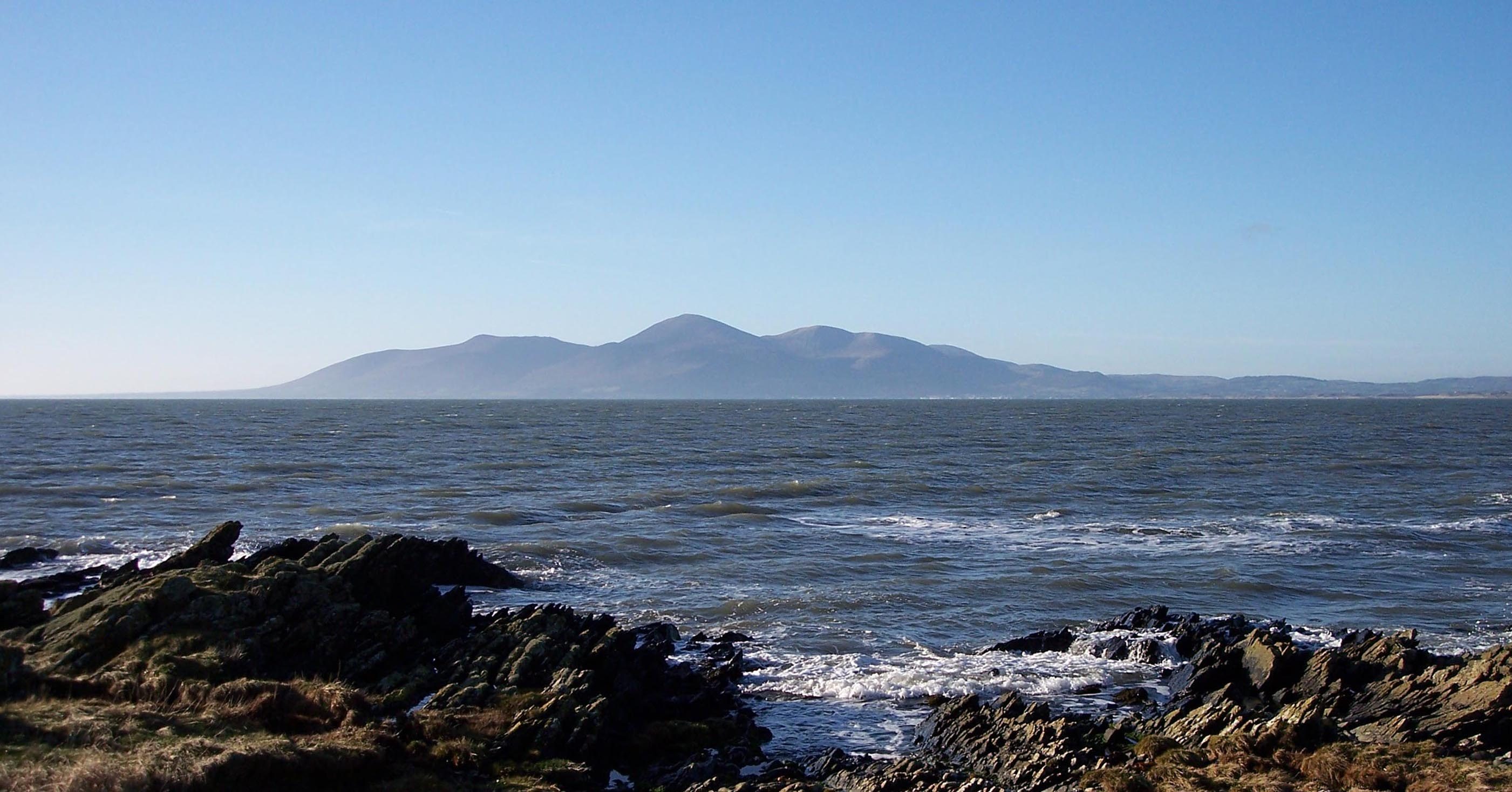
ダウン県のセントジョンズ岬からのモーン山地の眺望

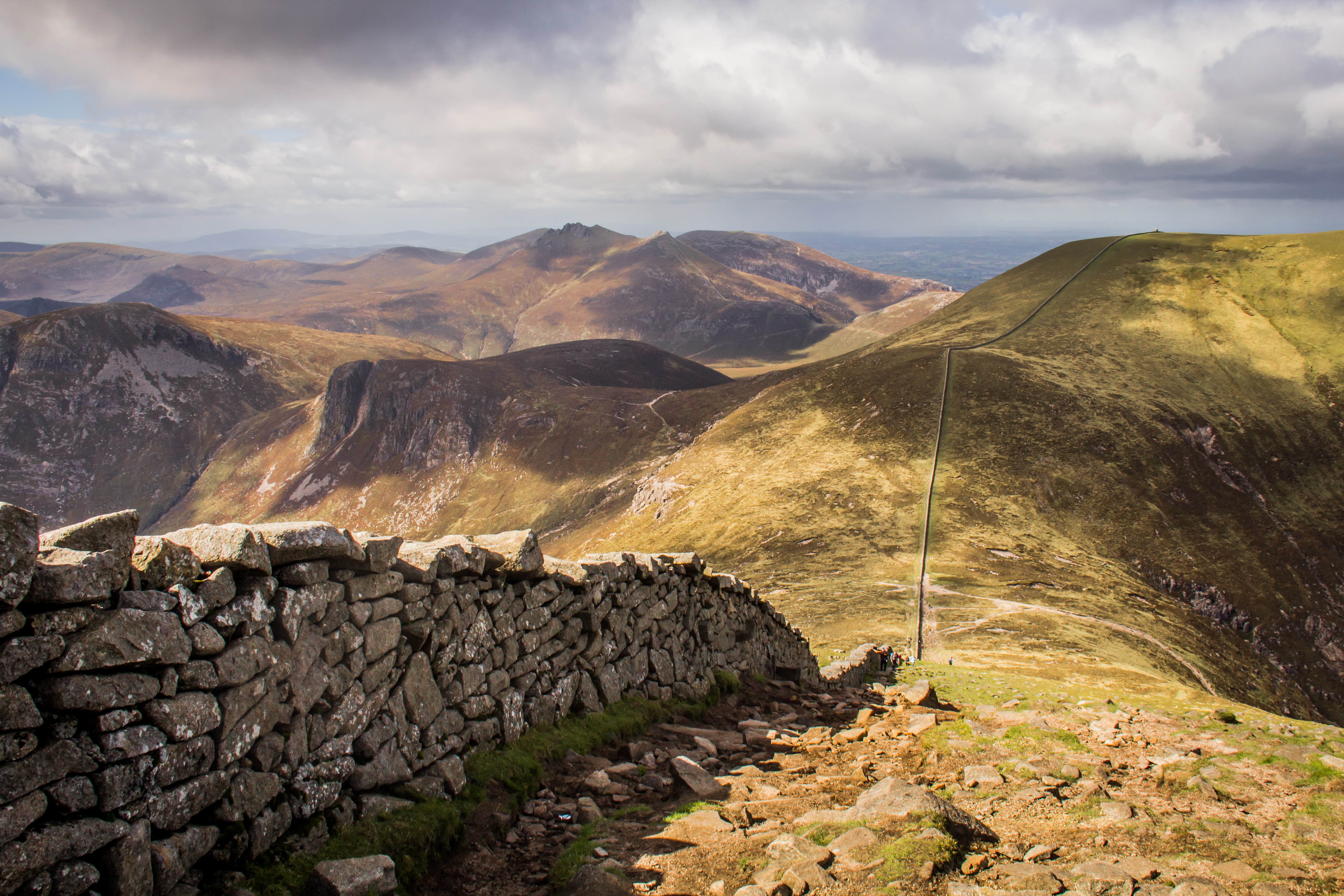
モーンの壁

モーン山地（Mourne Mountains）は、イギリスの北アイルランド地方の山地である。
ベルファスト（Belfast）の南方にあり、東の海はダンドラム湾（Dundrum Bay）で、その先にはアイリッシュ海が広がっている。
最高峰はスリーブ・ドナルド山（Mt. Slieve Donard）の852mである。
一帯は2023年にスリーヴ・ガリオン山とストロングフォード湖と共にユネスコ世界ジオパークに指定される。